# Carretera Arlabán-Éibar
La carretera  GI-627  es una carretera guipuzcoana perteneciente a su red básica que une la  N-634  en el barrio eibarrés de Málzaga con el puerto de Arlabán, desde donde continúa como  A-627  hasta enlazar con la  N-240  en las proximidades de la localidad alavesa de Urbina. Hasta la apertura de la  AP-1 , suponía la única vía de comunicación en el Alto Deva. Discurre por las poblaciones de Placencia de las Armas, Vergara, Mondragón, Arechavaleta, Escoriaza y Salinas de Léniz. Antes de la transferencia de las carreteras comarcales a las Diputaciones Forales, esta carretera fue parte de la  C-6213  (Vitoria-Vergara-Ondárroa)
Entre la población local es habitual evitar el puerto de Arlabán por la carretera  GI-3310 , que realiza un recorrido paralelo por el puerto de Salinas.
Cabe señalar que, hasta la apertura de la carretera por el puerto de Echegárate en el siglo XIX, esta vía formó parte de la ruta Madrid-Irún entre Vitoria y Vergara.

## Trazado
| Velocidad                         | Esquema | Carretera que enlaza                                        |
| --------------------------------- | ------- | ----------------------------------------------------------- |
|                                   |         | N-634 Éibar - Elgóibar                                      |
|                                   |         | Placencia de las Armas GI-3331                              |
|                                   |         | Placencia de las Armas                                      |
|                                   |         |                                                             |
|                                   |         | Osintxu                                                     |
|                                   |         | Osintxu                                                     |
|                                   |         | Mecolalde                                                   |
|                                   |         | Vergara norte GI-2632 Elgueta                               |
|                                   |         | GI-2632 Elgueta                                             |
|                                   |         | Vergara AP-1 Éibar                                          |
|                                   |         | Vergara                                                     |
|                                   |         | Vergara sur GI-3360 Angiozar                                |
|                                   |         | Vergara sur AP-1 Éibar - Vitoria AP-636 Zumárraga - Beasáin |
|                                   |         | Ola                                                         |
|                                   |         | San Prudencio                                               |
|                                   |         | GI-2630 Oñate                                               |
|                                   |         | N-636 Elorrio - Durango AP-1 Éibar - Vitoria                |
|                                   |         | Mondragón Musakola                                          |
|                                   |         | Mondragón Hospital del Alto Deva                            |
|                                   |         | Mondragón San Andrés GI-3554 Bedoña                         |
|                                   |         | Mondragón San Andrés GI-2620 Aramayona GI-3920 Arechavaleta |
|                                   |         | Arechavaleta GI-3131 Urkulu                                 |
|                                   |         | Arechavaleta                                                |
|                                   |         |                                                             |
|                                   |         | Escoriaza AP-1 Éibar - Vitoria                              |
|                                   |         | Túnel de Escoriaza                                          |
|                                   |         | Escoriaza GI-3310 Salinas de Léniz                          |
|                                   |         | Puerto de Arlabán                                           |
|                                   |         | GI-3310 Salinas de Léniz                                    |
|                                   |         |                                                             |
| Continúa hacia Vitoria como A-627 |         |                                                             |